# Chvibiani
Chvibiani (en georgiano: ჩვიბიანი; en svano: ჩუბიანი, lit. 'pueblo de abajo') es una aldea de Georgia ubicada en el noreste de la región de Mingrelia-Alta Esvanetia, siendo parte del municipio de Mestia.

## Geografía
Chvibiani se encuentra en el lado izquierdo del río Enguri, a 0,5 km de Chazhashi. La aldea es parte de la región histórica de Esvanetia y se administra desde el pueblo de Ushguli.

## Demografía
La evolución demográfica de Chvibiani entre 2002 y 2014 fue la siguiente:
| 58                                              | 27 |
| (Fuente: Population of Georgia in Soviet times) |    |

Según el censo de 2014, los georgianos (esvanos) constituían el 100% de la población.

## Infraestructura

### Arquitectura, monumentos y lugares de interés
En el pueblo hay una iglesia medieval de tipo salón que lleva el nombre del Salvador. 

## Cultura

### Festividades
Cada 3 de agosto se celebra la festividad de Livxyri, en la que carneros y toros compiten alternativamente durante un año. Al final, tanto el ganador como el perdedor son sacrificados.

## Galería

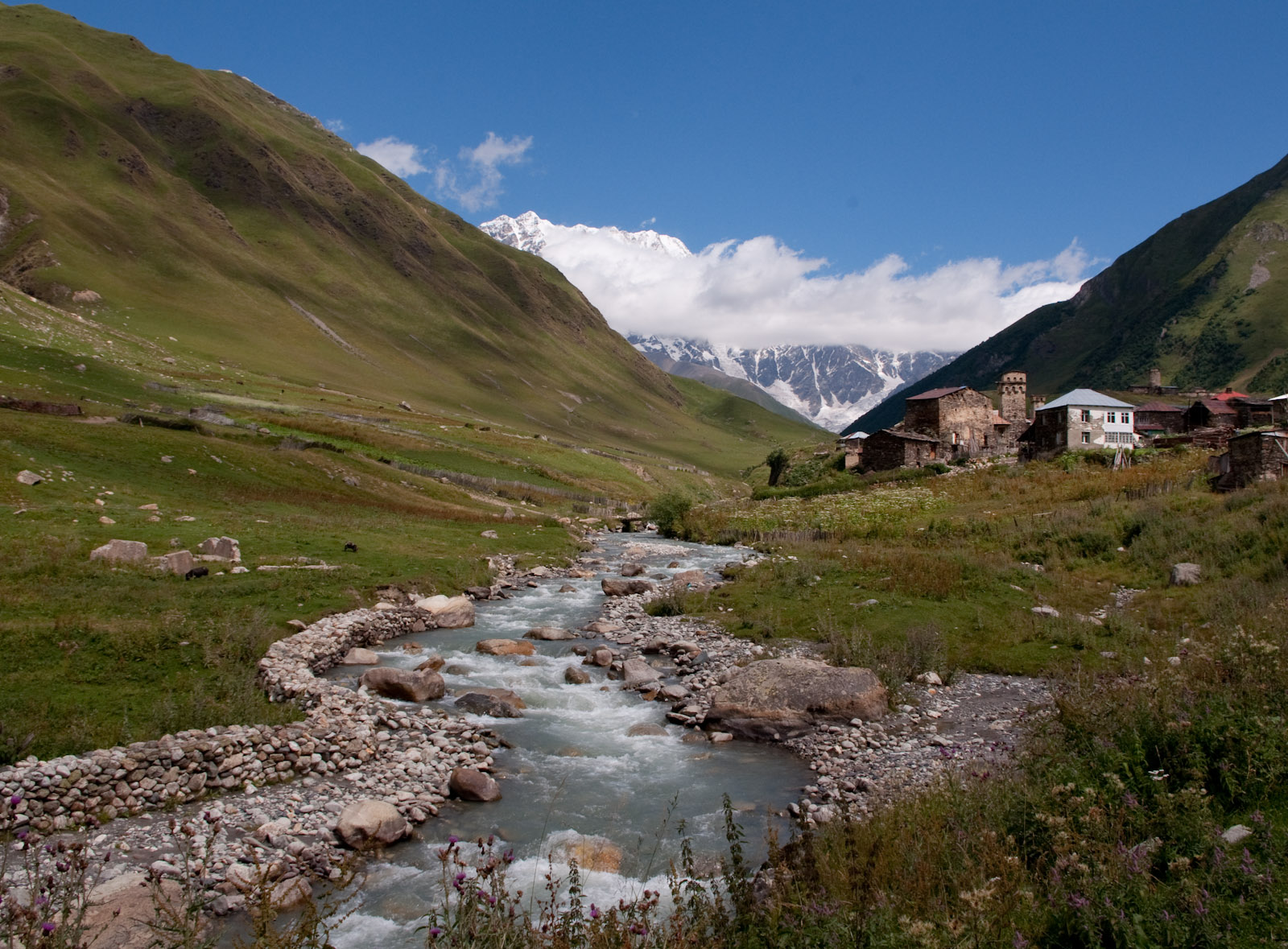
Río Enguri a su paso por Chvibiani
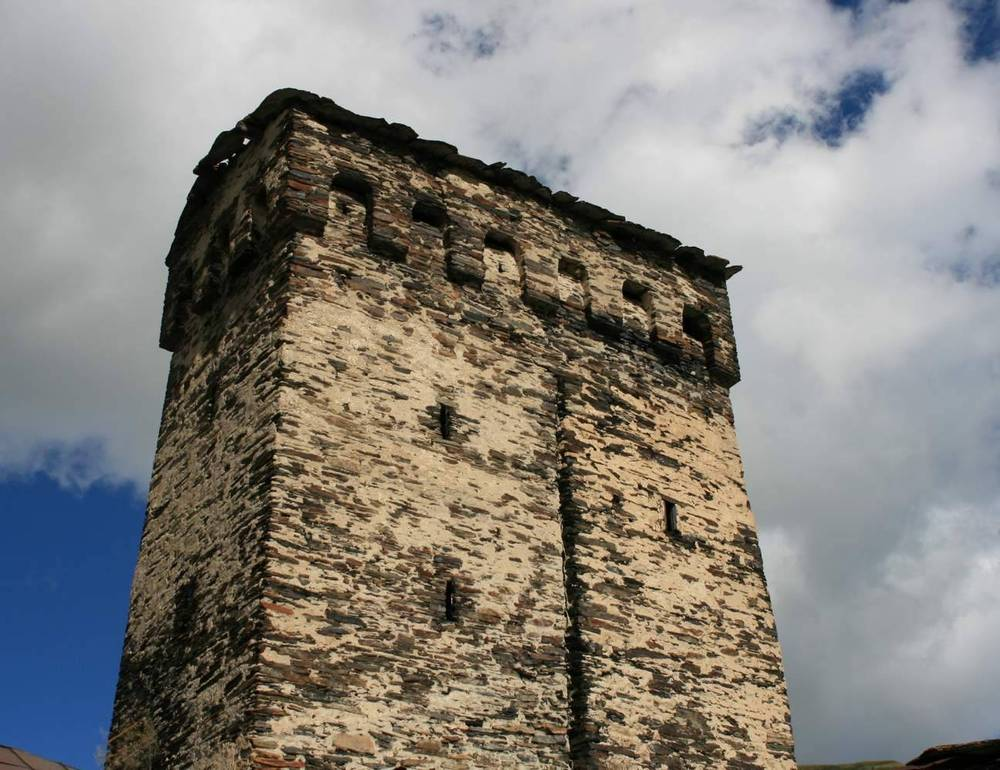
Torre esvana en Chvibiani
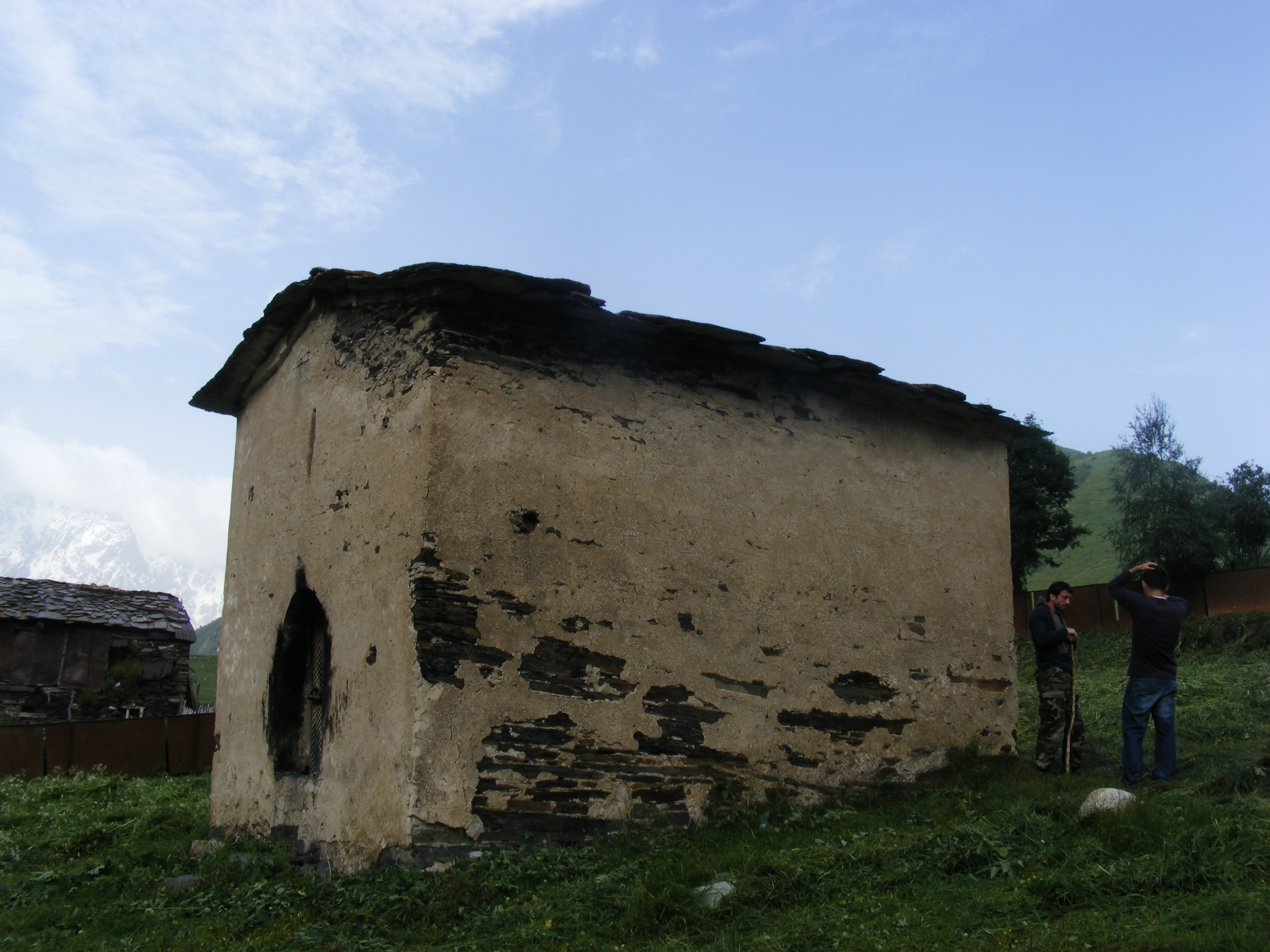
Iglesia de Chvibiani